# Wolfgang Friesenbichler
Wolfgang Friesenbichler (* 18. Juli 1969) ist ein ehemaliger österreichischer Fußballspieler.

## Karriere
Friesenbichler spielte bis 1990 beim SV Andritz. Zur Saison 1990/91 wechselte er zum FC Großklein. Zur Saison 1991/92 schloss er sich dem Ilzer SV an. Nach drei Spielzeiten bei Ilz wechselte er zur Saison 1994/95 zum Zweitligisten SV Flavia Solva. Sein Debüt in der 2. Division gab er im September 1994, als er am sechsten Spieltag jener Saison gegen den SV Stockerau in der 82. Minute für Erwin Ziegler eingewechselt wurde.
Nach vier Einsätzen für Flavia Solva kehrte er in der Winterpause nach Ilz zurück. Zur Saison 1995/96 wechselte Friesenbichler zum SC Weiz, nach einem halben Jahr zog er im Jänner 1996 weiter zum SV SW Grambach. Zwischen 1996 und 1998 spielte er beim SV Frohnleiten, von 1998 bis zur Winterpause der Saison 2002/03 beim SV Anger. Im Jänner 2003 wechselte er zum Union FC Passail, bei dem er schließlich nach der Saison 1995/96 auch seine Karriere beendete.